# غونتر هرمان
غونتر هرمان (بالألمانية: Günter Hermann)‏ (مواليد 5 ديسمبر 1960) هو لاعب كرة قدم. يلعب مع منتخب ألمانيا الغربية لكرة القدم. سبق له أن لعب في كأس العالم لكرة القدم مع منتخب بلاده.

## مسيرته الكروية
لعب غونتر هرمان خلال مسيرته الاحترافية مع 4 أندية في عشرون موسمًا وسجل خلالها 53 هدفًا ضمن 442 مباراة. حيث فاز في موسم واحد بالكأس وفي موسمين بالدوري.
خاض غونتر هرمان مسيرته مع فيردر بريمن 2 ‏ في موسم 1980–81 في المرة الأولى واستمر معه طيلة ثلاثة مواسم ثم في موسم 1983–84 لمدة موسم واحد، مشاركًا طوالها في 125 مباراة سجل خلالها 43 هدفًا. ثم انتقل إلى نادي فيردر بريمن في موسم 1982–83 في المرة الأولى ولمدة موسمين ثم في موسم 1984–85 ليلعب معه تسعة مواسم، حيث شارك طوالها في 233 مباراة سجل خلالها 8 أهداف. لينتقل بعدها إلى نادي فاتنشايد 09 في موسم 1992–93 ولمدة موسمين، مشاركًا في 31 مباراة ولم يسجل أي هدف. ثم انتقل إلى نادي هانوفر 96 في موسم 1993–94 واستمر معه طيلة ثلاثة مواسم، مشاركًا في 53 مباراة سجل خلالها هدفين.

## روابط خارجية
- غونتر هرمان على موقع الاتحاد الدولي (مؤرشف)  (الإنجليزية)
- غونتر هرمان على موقع قاعدة بيانات كرة القدم.إي يو (الإنجليزية)
- غونتر هرمان على موقع بيانات كرة القدم. دي إي (الألمانية)
- غونتر هرمان على موقع ناشيونال فوتبول تيمز (الإنجليزية)
- غونتر هرمان على موقع عالم كرة القدم.نت (الإنجليزية)